# Rhamdia enfurnada
Rhamdia enfurnada és una espècie de peix de la família dels heptaptèrids i de l'ordre dels siluriformes.

## Distribució geogràfica
Es troba al Brasil.